# Orthogonal Mode Transducer

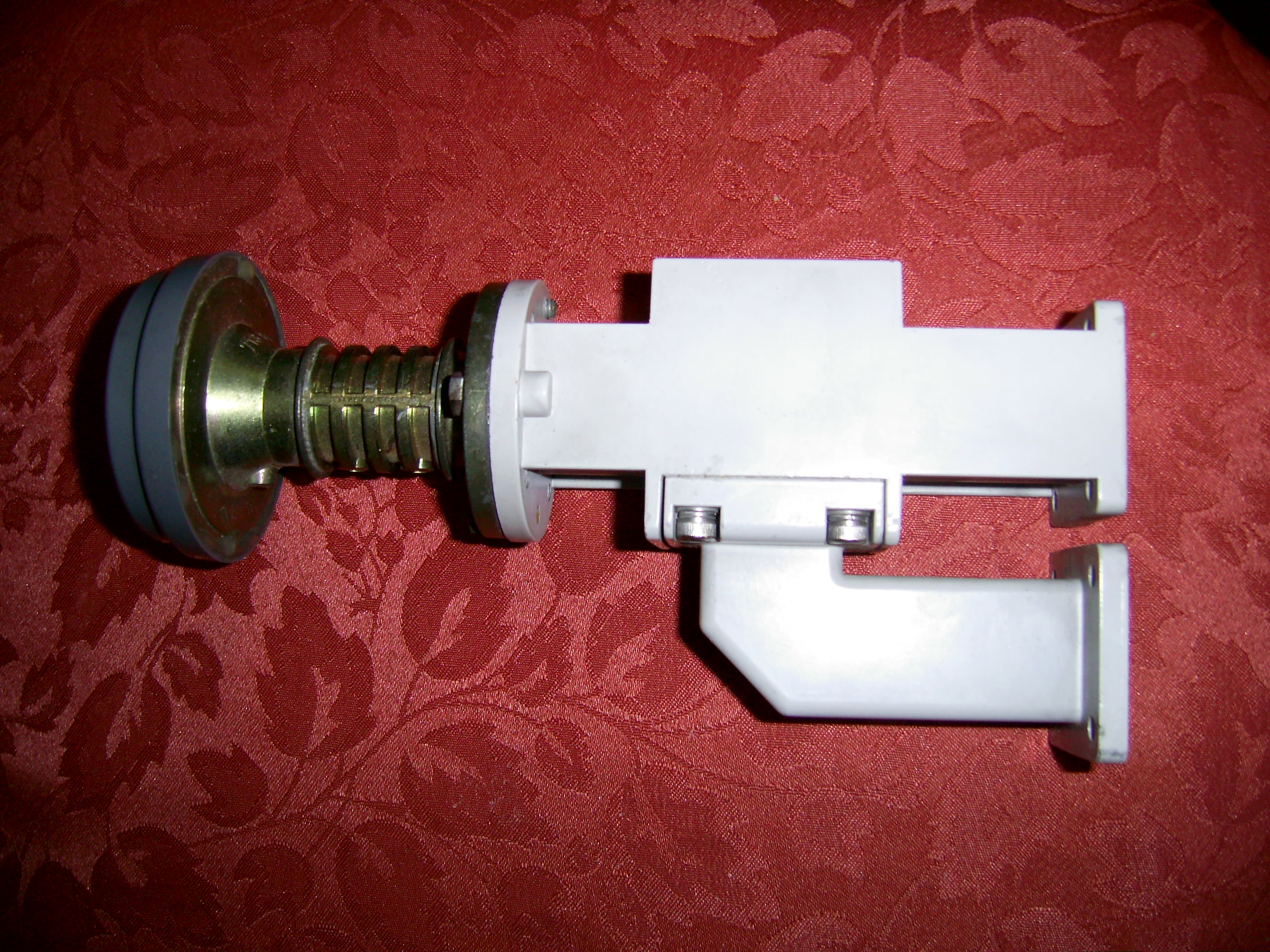
Orthogonal Mode Transducer
Portenseigne France OMT

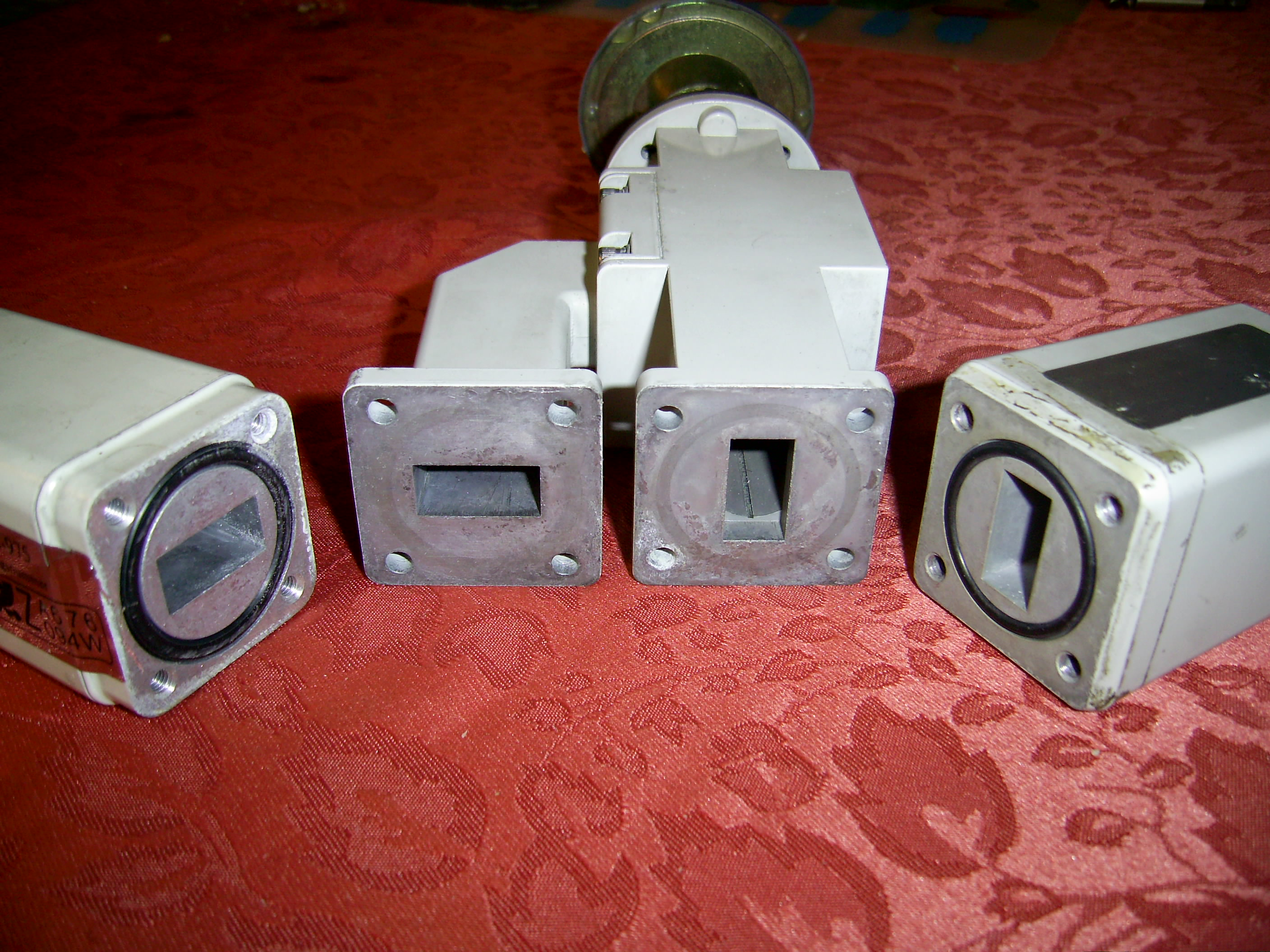
Orthogonal-Mode Transducer, Polarité Verticale et Horizontale

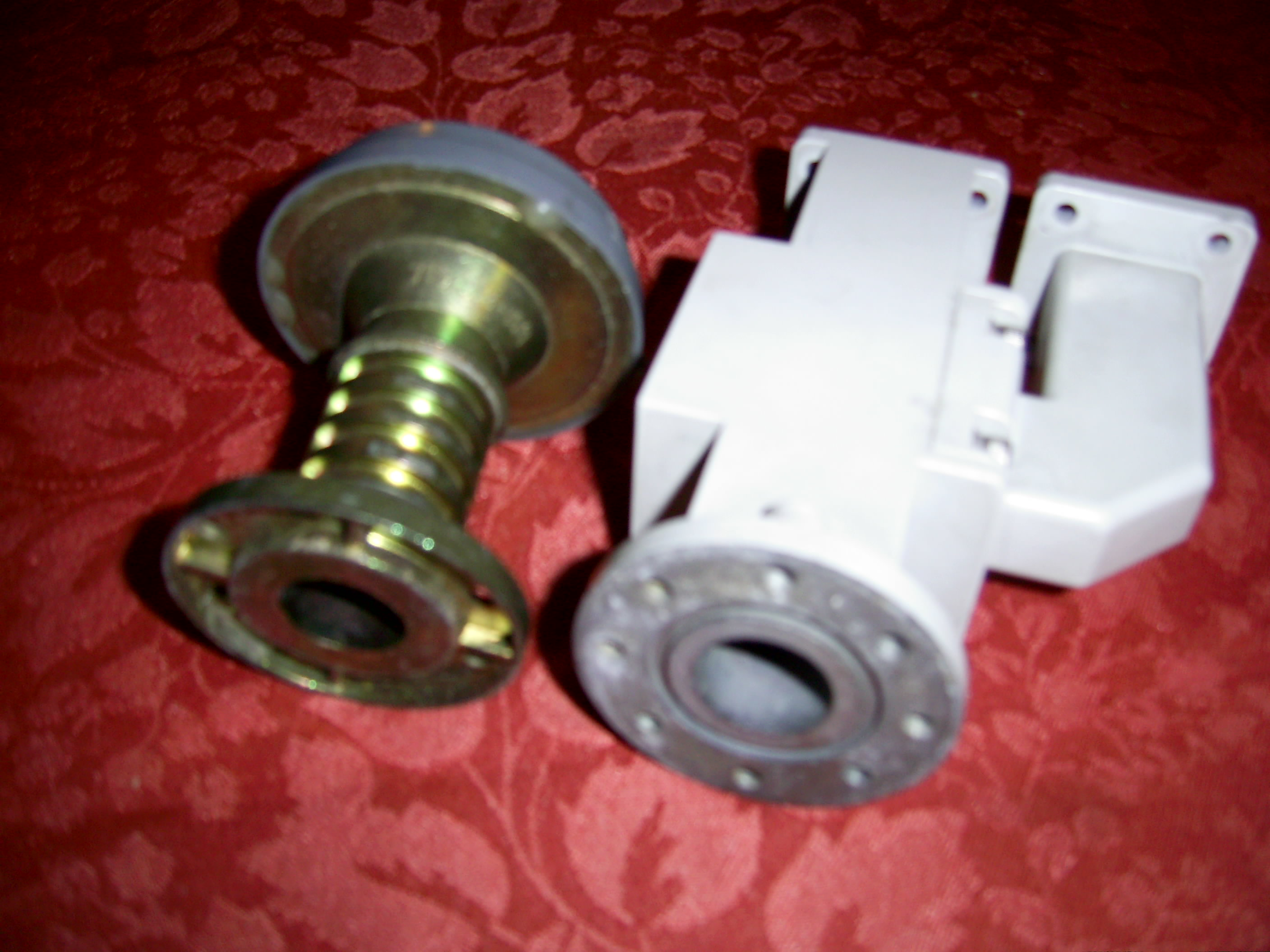
Côté parabole de l'OMT

Un Orthogonal Mode Transducer (OMT ou diplexeur de polarisation), est un dispositif faisant partie de l'alimentation d'une antenne parabolique et servant à combiner (en émission) ou séparer (en réception) les deux signaux orthogonaux en polarisation (Verticale et Horizontale). 
Ce dispositif est utilisé dans les stations terrestres des systèmes de satellites VSAT à polarisation orthogonale (voir plus loin) : les (VSAT Very Small Aperture Terminals, "terminaux à très petite ouverture", dont font partie les systèmes individuels de réception TV), les antennes de radar, les radiomètres, et les liaisons de télécommunications. Ils sont habituellement reliés au "downconverter" (convertisseur permettant de réduire la fréquence de signal) ou au LNB (Low Noise Block, récepteur à faible bruit) de l'antenne de réception et au HPA (High Power Amplifier) dans le cas d'une antenne d'émission. 
On parle de transmission radio à polarisation orthogonale lorsque deux signaux de même fréquence, et ici avec la même antenne, sont émis de manière que leurs champs électriques soient perpendiculaires entre eux. Dans le cas il est possible de rassembler ces signaux (à l'émission) ou de les séparer (à la réception) grâce notamment à ce dispositif OMT. Ceci permet d'utiliser la même bande de fréquence pour deux signaux distincts en limitant (selon le matériel employé) le risque d'interférences.
Le dispositif OMT fait partie de l'unité extérieure (Out Door Unit en anglais), il s'insère entre le LNB, le BUC et le cornet d'alimentation (cornet rayonnant vers le réflecteur parabolique) sur une antenne VSAT.
L'isolation inter-polarisation entre les deux signaux est essentielle car une partie de l'énergie du signal horizontal peut être retransmise au signal vertical, et vice-versa. Cet échange d'énergie est néfaste pour la transmission car elle constitue une interférence et donc un bruit dès l'émission des signaux. De la même manière, du côté récepteur, la caractéristique de l'isolation inter-polarisation est primordiale afin que le récepteur n'interprète pas de l'énergie du signal de polarisation verticale pour de l'énergie du signal de polarisation horizontale et réciproquement. Dans les récepteurs à polarisation, l'isolation est une caractéristique nominale souvent exprimée en décibels (dB) d'atténuation d'une polarisation par rapport à une autre (les dispositifs utilisant des polarisations radio-fréquences de type circulaires, non traitées dans cet article, répondent aux mêmes problématiques).
Le signal est transmis à une puissance relativement élevée (de l'ordre du watt pour un équipement VSAT), alors que la puissance reçue par l'antenne de réception est très faible (de l'ordre du microwatt ou nanowatt typiquement). 
Le signal en émission de puissance relativement élevée (1, 2, ou 5 watts typiquement pour l'équipement commun de VSAT) équipé avec un Block Up Converter, « convertisseur montant de blocs » et le signal reçu de très faible puissance (µV) venant de l'antenne et allant au récepteur du LNB, ont dans ce cas des polarisations disposées à 90°. 
Quand les deux signaux sont à 90° entre eux, cette configuration de transmission/réception est connue comme 'Orthogonal Mode Transducer' (convertisseur orthogonal de mode) (OMT). Dans la bande Ku utilisée par le système VSAT, un OMT Orthomode transducer fournit un isolation de 40 dB entre les deux fenêtres d'entrée reliées au cornet d'alimentation qui fait face au réflecteur parabolique. 
La fenêtre d'entrée du cornet d'alimentation du réflecteur parabolique (à gauche de la photo du bas) de l'antenne est de polarité circulaire de sorte que le couplage des polarités horizontale et verticale des signaux radio soient réalisé. 
Cet isolation de 40 dB assure une protection essentielle à l'amplificateur très sensible du récepteur vis-à-vis du signal de l'émetteur de relativement forte puissance. De plus, un isolement complémentaire est obtenu en utilisant un filtre sélectif radiofréquence pour atteindre une isolation de 100 dB environ. 
L'image montre deux des éléments, l'OMT de Portenseigne, et le cornet d'alimentation d'Hirschman, composant l'Unité extérieure.